# Sewaninsel
Die Sewaninsel (armenisch Սևանի կղզի Sevani kğzi), jetzt die Sewanhalbinsel (armenisch Սևանի թերակղզի Sevani t'erakğzi), ist eine ehemalige Insel im nordwestlichen Teil des Sewansees in Armenien. Durch die künstliche Entwässerung des Sees, die unter der Herrschaft Stalins begann, sank dessen Wasserspiegel um rund 20 Meter, was aus der einstigen Insel eine Halbinsel machte. 
Auf der Sewaninsel befinden sich sehr bekannte Gebäude. Ober auf dem Hügel thront das im 9. Jahrhundert erbaute Kloster Sewanawank, welches zu den beliebtesten Touristenattraktionen des Landes gehört. Auf der Nordseite liegt die Wasgenische Theologische Akademie, ein Seminar der Armenischen Apostolischen Kirche. An der Ostspitze befindet sich die Sommerresidenz des Präsidenten von Armenien. Und auf der Südseite der Halbinsel ist das markante Schriftstellerhaus am Sewansee.

## Bilder

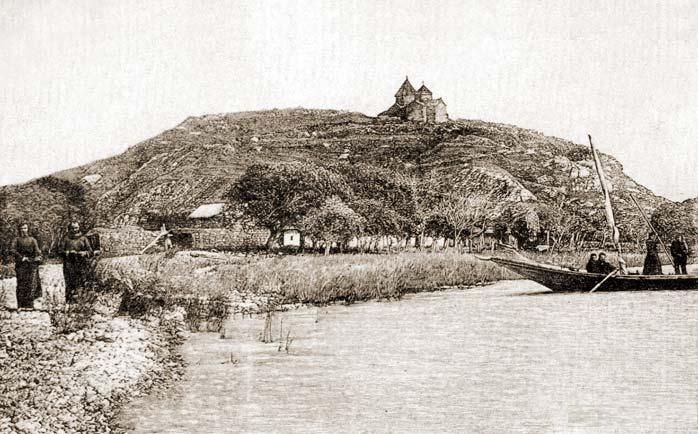
Die Insel und das Kloster von Sewan im 19. Jahrhundert (Paris, 1869, T. Deyrolle)
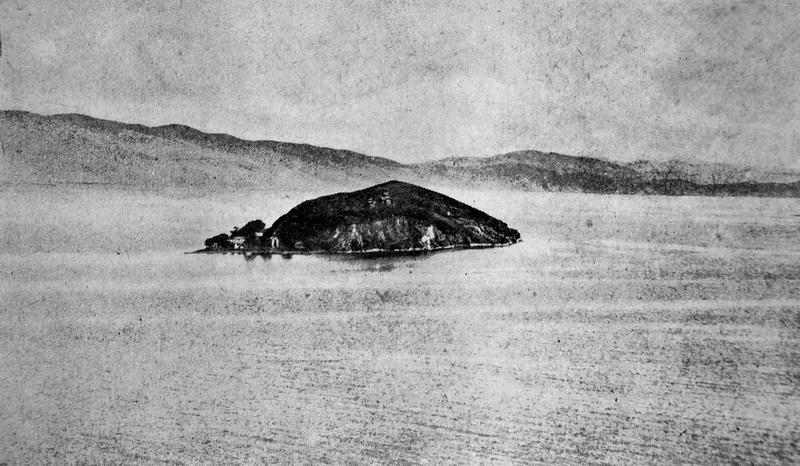
Die Sewaninsel 1937
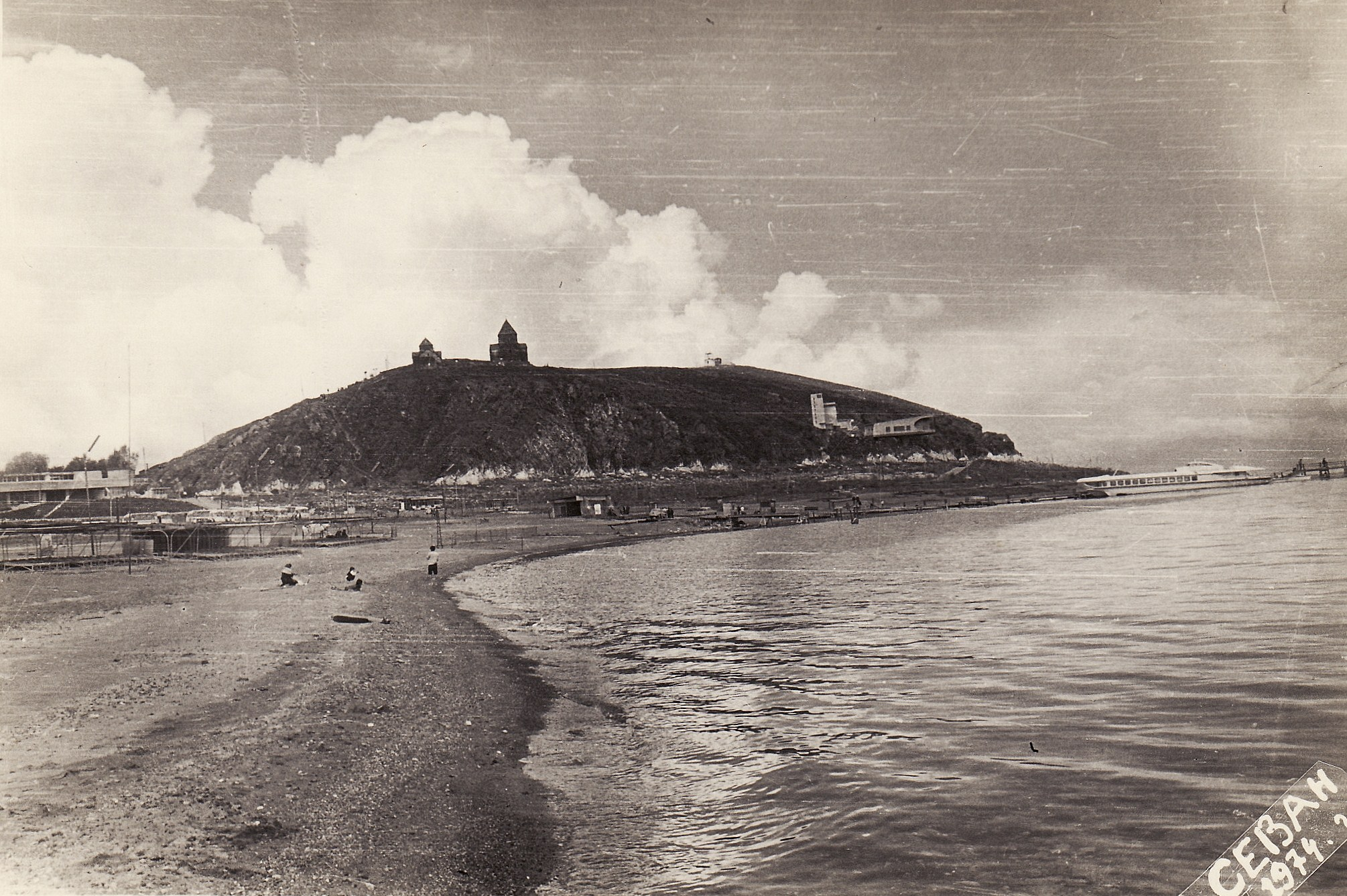
Die Sewaninsel 1974
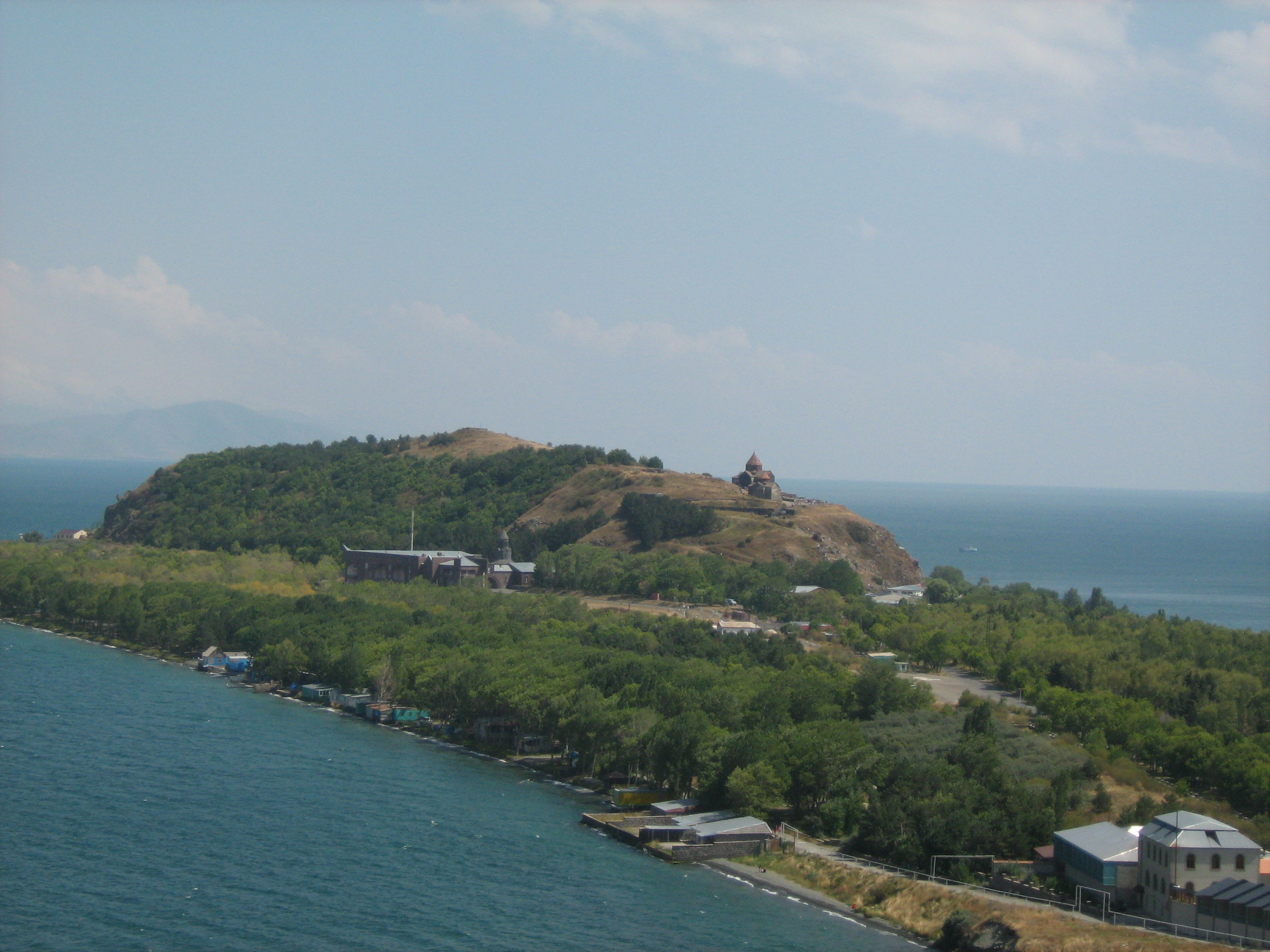
Die Sewaninsel 2012